# Vincenzo Chiminello

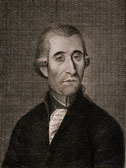
Vincenzo Chiminello

Vincenzo Chiminello (* 30. Juni 1741 in Marostica; † 16. Februar 1815 in Padua) war ein italienischer Astronom.

## Leben
Vincenzo Chiminello folgte dem Beispiel seines Onkels Giuseppe Toaldo und trat mit neunzehn Jahren in das Seminar zu Padua ein, wo er sich mit Logik, Mathematik, Physik, Metaphysik und den Werken Francis Bacons beschäftigte. Er studierte auch Recht und erlangte 1765 an der Universität Padua einen Abschluss in beiden Rechten. Er kehrte für vier Jahre als Archivverwalter ans Seminar zurück und vertiefte seine Kenntnisse in Mathematik, Physik, Meteorologie und Astronomie.
Sein Onkel holte ihn an die von ihm geleitete Sternwarte Padua, wo er 1779 zum zweiten Astronomen ernannt wurde. Nach Toaldos Tod 1797 wurde Chiminello zum Hauptastronomen ernannt und leitete die Sternwarte bis 1815. Im Jahre 1806 wurde er Professor für Astronomie an der Universität Padua. Ab 1809 verschlechterte sich sein Gesundheitszustand und Chiminello starb am 16. Februar 1815 an fortgeschrittener Lähmung.
Neben zahlreichen Veröffentlichungen über astronomische Beobachtungen führte er auch regelmäßige Luftdruckmessungen aus, wobei er als erster entdeckte, dass es täglich zwei barometrische Maxima und Minima gibt. Ferner nahm er systematische hygrometrische Messungen vor.
Chiminello war Mitglied der Akademie der Wissenschaften von Padua, von Siena, von Mannheim, von Bologna, von Turin und von Modena.
Der Asteroid (24939) Chiminello ist nach Vincenzo Chiminello benannt.